# Балтич Симеон
Балтич Симон (Симеон) (*1729, Сербія — † після 1770, Хорватія) — іконописець, засновник сербської художньої школи. Творив у стилі українського бароко. Вихованець Києво-Могилянської академії.

## Біографія
У 70-х рр. XVIII ст. навчався у Києво-Могилянській академії, як і багато його співвітчизників, які йшли сюди «по науку», щоб потім нести її на свою батьківщину.
Лише від 1726 до 1762 у Києво-Могилянській академії зареєструвалося 28 сербських студентів, насправді ж їх було набагато більше. На високому рівні викладалося художнє мистецтво в КМА, зокрема креслення, малюнок, малярство, архітектура.
У бібліотеці було чимало ілюстрованої літератури та посібників з малювання, зокрема збірник «Кужбушки». Тут юнаки набували художніх навичок. Багато з них ставали відомими майстрами. З цього приводу сербський дослідник Динко Давидов писав: «…Київ був визнаним центром… педагогіки, видавничої діяльності та мистецтва… Тут зародилось і слов'янське бароко — явище, що відіграло важливу роль у формуванні й розвитку мистецтва не тільки України й Росії, а й Наддунайської Сербії».
Симеон відкрив малярську іконописну школу в монастирі Ґомір'є у Хорватії на початку 1760-х, виконав іконостас монастирського собору 1763. Будучи громадянином Австрії, не поривав стосунків з Гетьманщиною. У монастирі Ґомір'є й досі зберігаються українські книжки XVII–XVIII столітті.
У географічному значенні, Ґомірська художня школа — найзахідніший терен впливу українського мистецтва на Балканах. У ній, крім Балтича, викладали Лука Никшич, Йован Ґорбич, Джордже Мишлевич та інші.